# Sequeiro (Valdoviño)
Sequeiro o Santa María de Sequeiro (llamada oficialmente Santa María do Sequeiro) es una parroquia española del municipio de Valdoviño, en la provincia de La Coruña, Galicia.

## Entidades de población
Entidades de población que forman parte de la parroquia:
- A Meá
- A Pallota
- Bedoxa[4] (A Bedoxa)
- Boyeira[5] (A Boeira). En el INE aparece como Bolleira.
- Carreira (A Carreira)
- Fraga (A Fraga)
- Lourido
- O Sequeiro
- O Vilar
- Penas[6] (As Penas)
- Raña
- Seixidal[7] (O Seixidal)
- Sixto[8] (O Sisto). En el INE aparece como O Sixto.
- Tuimil
- A Costa
- Barreiro (O Barreiro)
- O Campo
- O Caneiro
- O Casal
- O Lodeiro
- O Regueiro
- Os Monetes
- Preitela

## Demografía
| Gráfica de evolución demográfica de Sequeiro entre 2000 y 2019 |
|                                                                |
| Datos según el nomenclátor publicado por el INE.               |